# Cseh euróérmék
A cseh euróérmék tervét még nem fogadták el.

## Története
Csehország az Európai Unióhoz 2004 óta csatlakozó 12 állam azon csoportjához tartozik, amelyek viszonylag lassan haladnak az euró bevezetése felé. (A bevezetés ezen államok számára a csatlakozással vállalt kötelezettség, bár határidőt nem szabtak a gazdasági feltételek teljesítésére és a csatlakozásra). A koronát várhatóan 2019 körül váltja majd fel az euró. Bohuslav Sobotka volt pénzügyminiszter szerint Csehország 2014-ben vagy 2015-ben vezethetné be az eurót.
Csehországban a „big bang” módszert fogják alkalmazni, tehát a forgalomba kerülő euróérmék néhány nap alatt fogják felváltani a jelenleg használatos cseh korona érméit.
2016. június 7-én jelent meg az Európai Központi Bank (EKB) az évi konvergenciajelentése, melyben Bulgária, Csehország, Horvátország, Magyarország, Lengyelország, Románia és Svédország által a legutóbb jelentés óta elért eredményeit értékelte. Ez alapján kiderül, hogy a hét uniós ország egyike sem tud megfelelni az euró bevezetéséhez szükséges feltételeknek, bár ezeknek a feltételeknek a hiánya országonként különböznek. Az EKB jelentése megjegyzi, hogy a numerikus kritériumok teljesítése szükséges, de nem elégséges feltétele az euró bevezetésének. Az országoknak a belépéshez még "fenntartható konvergencia folyamatról" is tanúbizonyságot kell tennie. Ehhez pedig számos országban gazdaságpolitikai iránymódosítására lenne szükség. Az egyensúlytalanságok felhalmozódásának a kivédését számos országban megfelelő költségvetési és makroprudenciális intézkedésekkel és a pénzügyi szektor ellenőrzésének a megerősítésével kellene garantálni. Megállapítást nyert az is, hogy a vizsgált hét ország egyikében sem felel meg a jogi környezet az euró bevezetéséhez, különösen a jegybankok intézményi és gazdálkodási függetlensége terén tapasztalhatóak még hiányosságok. Horvátország kivételével egyetlen országban sem érvényesül maradéktalanul a monetáris finanszírozás tilalma és nem történt meg a jegybank megfelelő mértékű integrálása sem az Eurosystem körébe.